# Шерстобитов, Евгений Павлович
Евгений Павлович Шерстобитов (род. 24 сентября 1938, Костарево, Башкирская АССР) — машинист пирогазовых компрессоров. Герой Социалистического Труда (1980).

## Биография
Евгений Павлович Шерстобитов родился 24 сентября 1938 года в д. Костарево Бирского района БАССР. Образование среднее.
Трудовую деятельность начал в 1956 г. рулевым в Бельском речном пароходстве. После службы в рядах Советской Армии в 1957—1960 гг. окончил Уфимское техническое училище № 1. С 1961 г. работал на Уфимском заводе синтетического спирта.
Е. П. Шерстобитов за короткое время освоил специальность машиниста пирогазовых компрессоров на наиболее ответственном участке в технологии производства этилового спирта. Бригада, где трудился Е. П. Шерстобитов, первой на заводе среди технологических бригад досрочно выполнила задание четырёх лет десятой пятилетки (1976—1980), выработала сверх плана продукцию на 120 тысяч рублей.
Е. П. Шерстобитов был одним из лучших рационализаторов завода. В годы десятой пятилетки внёс 18 рационализаторских предложений с экономическим эффектом 10 тысяч рублей. Способствовал досрочному освоению новых производственных мощностей и перекрытию проектных показателей. Так, после совершенствования, реконструкции и отличного обслуживания установки пиролиза её производительность достигла 82 тысяч тонн при проектной мощности 75 тысяч тонн этилена в год. За счёт этого в 1976—1979 гг. была выработана продукция сверх плана проектного уровня на 2,8 миллиона рублей.
За выдающиеся заслуги в выполнении заданий четырёх лет десятой пятилетки, достижение наивысших показателей в работе и выполнении социалистических обязательств по сверхплановой выработке нефтехимической продукции Указом Президиума Верховного Совета СССР от 13 июня 1980 г. Е. П. Шерстобитову присвоено звание Героя Социалистического Труда.
До выхода на пенсию в 1999 г. работал старшим машинистом компрессорных установок Уфимского завода синтетического спирта.
Живёт в г. Уфе.

## Награды
- Герой Социалистического Труда (1980)
- Орден Ленина (1980)
- Орден Трудового Красного Знамени (1974)
- медаль «За доблестный труд. В ознаменование 100-летия со дня рождения Владимира Ильича Ленина»
- медаль «Ветеран труда»